# زابايا
زابايا هو ملك أموري لسلالة لارسا حكم من سنة 1877 ق م حتى سنة 1868 ق م، خلف الحكم من أبيه ساميوم وخلفه في الحكم إبنه غنغنوم.